# Districte d'Auloron

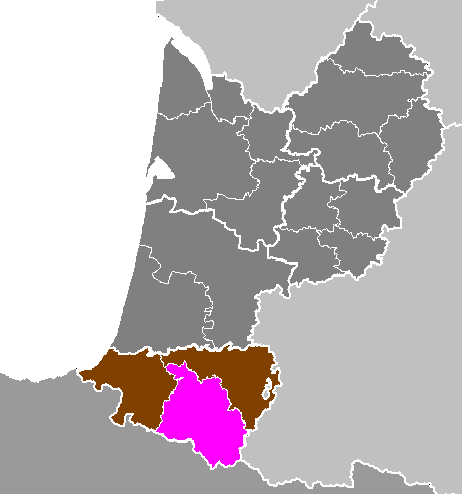
Situació del Districte d'Auloron

El Districte d'Auloron és un districte del departament francès dels Pirineus Atlàntics, a la regió de la Nova Aquitània. Té 15 cantons i 155 municipis. El cap del districte és la sots prefectura d'Oloron-Sainte-Marie.

## Cantons
- cantó d'Acós
- cantó d'Aràmits
- cantó d'Arudi
- cantó de Laruntz
- cantó de La Seuva
- cantó de Maule-Lextarre
- cantó de Monenh
- cantó de Navarrencs
- cantó d'Auloron Santa Maria-Est
- cantó d'Auloron Santa Maria-Oest
- cantó de Sauvatèrra de Biarn
- Cantó d'Atharratze-Sorholüze